# فیلیپ هافمن (بازیکن فوتبال)
فیلیپ هافمن (انگلیسی: Philipp Hoffmann؛ زادهٔ ۱۹ ژوئن ۱۹۹۲) بازیکن فوتبال اهل آلمان است.
از باشگاه‌هایی که در آن بازی کرده‌است می‌توان به باشگاه فوتبال زاربروکن اشاره کرد.